# Adesmiella
Adesmiella is een kevergeslacht uit de familie van de boktorren (Cerambycidae). De wetenschappelijke naam van het geslacht werd voor het eerst geldig gepubliceerd in 1959 door Lane.

## Soorten
Adesmiella is monotypisch en omvat slechts de volgende soort:
- Adesmiella cordipicta Lane, 1959